# Peter Kraus
Peter Kraus   (Rüsselsheim, 27 de juny de 1941 - 1 d'agost de 2024) és un jugador d'hoquei sobre herba alemany, ja retirat, que va competir sota bandera de la República Federal Alemanya durant les dècades de 1960 i 1970.
El 1972 va prendre part en els Jocs Olímpics d'Estiu de Munic, on va guanyar la medalla d'or en la competició d'hoquei sobre herba. Entre 1969 i 1972 va disputar 26 partits amb la selecció alemanya.
A nivell de clubs va jugar al Rüsselsheimer RK, amb qui guanyà la lliga d'Alemanya Occidental de 1968, 1971, 1975, 1977 i 1978. També va guanyar el campionat alemany en pista coberta de 1973, 1976 i 1978